# Amante bandido
"Amante Bandido" é uma canção interpretada pelo  cantor espanhol Miguel Bosé. Foi lançado como segundo single de seu sétimo álbum de estúdio Bandido pela CBS Records.

## Formato e duração
- 7" single (Espanha)

1. "Amante Bandido" – 4:31
2. "Abrir y Cerrar" – 4:54

- 7" single, single promocional (Espanha)

1. "Amante Bandido" – 4:31

- 7" single (México)

1. "Amante Bandido" – 4:31
2. "Horizonte de las Estrellas" – 4:08

- LP / 45 rpm / 7" single / single promocional (EUA)

1. "Amante Bandido" – 6:08
2. "Amante Bandido" – 6:08

## Charts
| Chart (1984) | Posição |
| ------------ | ------- |
| Espanha      | 9       |

## Outras versões
A atriz e cantora mexicana Lucero interpretou a canção durante uma apresentação no Auditorio Nacional em 25 de Março de 2007. Posteriormente foi lançada como segundo single do álbum ao vivo En Vivo Auditorio Nacional (2007). A artista também interpretou a canção em outras ocasiões como parte da promoção do álbum como no Teletón mexicano em 2007 e no especial Una Noche con Lucero em 2008.